# Valcanover
Valcanover è una frazione di 383 abitanti del comune di Pergine Valsugana. Fino al 1929 faceva parte del comune di Castagné, poi soppresso e accorpato a Pergine.

## Geografia fisica

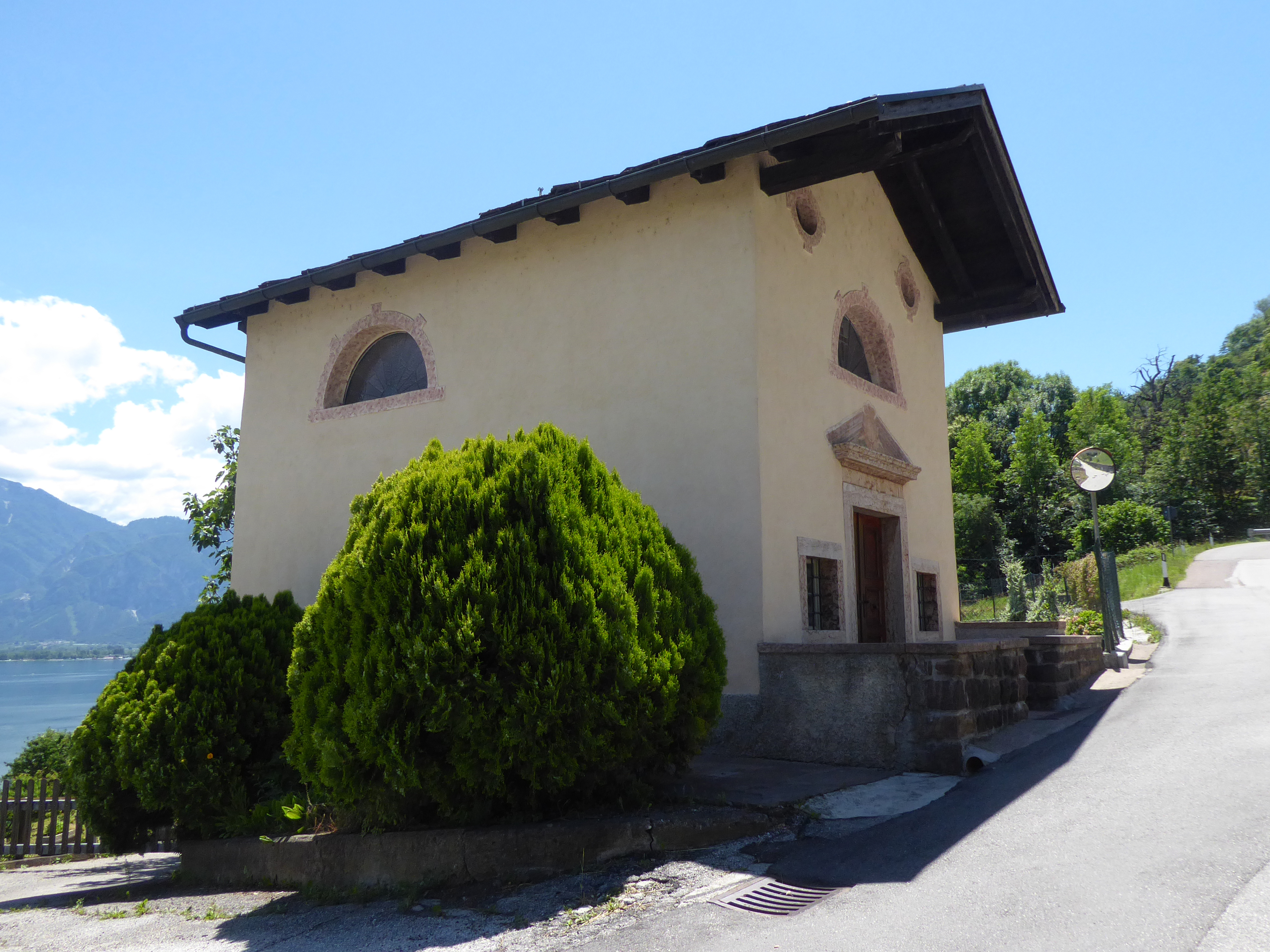
La chiesa di Sant'Antonio

Il paese, affacciato sul lago di Caldonazzo, si trova a sud di San Cristoforo al Lago e San Vito, e a nord di Santa Caterina; si trova a circa 20 km a sud-est di Trento e a 2,5 chilometri da Pergine Valsugana. A ovest di Valcanover si erge la cima della Marzola.

## Monumenti e luoghi d'interesse

### Architetture religiose
- Chiesa di Sant'Antonio da Padova, costruita nel 1712-14 per volere di tal Antonio Valcanover[4].

## Infrastrutture e trasporti
Valcanover è attraversata dalla strada provinciale 1, ed è servita dal servizio urbano di Pergine Valsugana e da diverse linee extraurbane di Trentino Trasporti.